# 토종닭
토종닭은 대한민국에서 예전부터 길러오던 고유한 품종의 닭이다.

## 수출
우리나라 토종닭이 베트남 등지로 수출되고있다. 2010년 11월 29일 한국의 토종닭이 수출되었다.

### 홍콩
홍콩에는 토종닭 닭발 등을 수출하고 있다.

## 고서속의 토종닭

### 본초강목

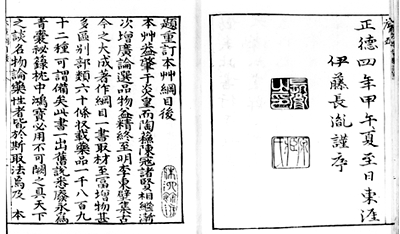
중국 명나라 이시진의 약학서 본초강목

우리 민족의 닭인 '한닭'으로 불리는 토종닭은 예로부터 귀한 약재로 쓰여왔다. 중국 명나라 이시진이 엮은 1596년 간행된 약학서 본초강목에는 "조선땅에는 여러 형태와 색상을 지닌 닭이 있는데 이중에서 긴꼬리닭은 꼬리길이가 3~4척에 달하고, 고기닭으로나 맛으로나 살이 많기로는 모든 닭중에서 가장 뛰어나다." 라고 기록되어있다. 

### 신농본초경
또 초본류의 약물학 전문서인 신농본초경에서는 "살이 많고 빛깔이 하얀 양질의 닭이 조선 평택땅에서 난다"고 했다.

### 동의보감

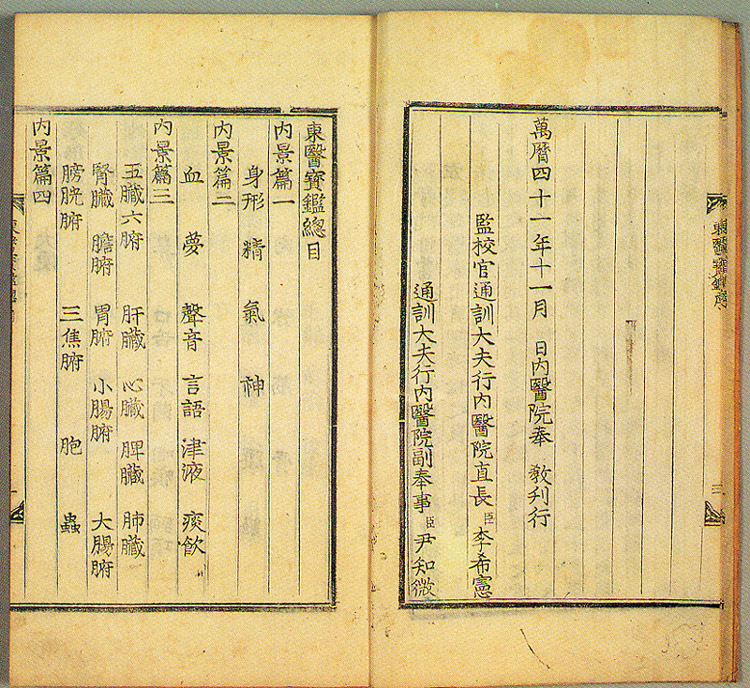
허준의 동의보감

허준의 동의보감에서는 단계, 백계, 오계, 황계, 주계 등의 토종닭의 모색에 따른 약효를 분류해 놓기도 했다. 토종닭은 주로 수탉이 약용으로 이용되었고 단웅계는 해산후 허약한 몸을 보호하고 따뜻하게 해주고 백웅계는 목이 빨리 말라 물이 자주 켜이며 오줌이 잘 나오게 해주고 피부가 붓고 열이나는 치료제로도 쓰였다.
오계는 가슴과 배를 좋게 해주고 뼈가 저리고 아픈 병을 낫게 해준다. 황자계의 계란은
간장, 심장, 비장, 폐장, 신장을 보호하고 배속에 태아를 편안하게 해준다고 기록되어 있다.

## 관련 단체
- 한국토종닭협회

## 사진

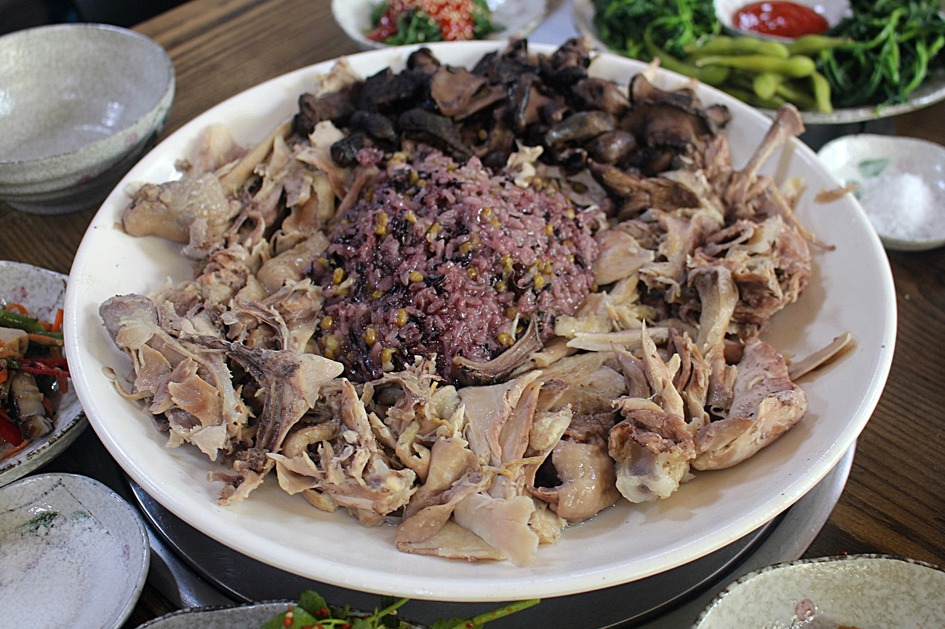
토종닭 능이백숙

## 같이 보기
- 닭